# Championnat de Tchéquie de football 1997-1998
Navigation
Saison 1996-1997 Saison 1998-1999
La saison 1997-1998 du Championnat de République tchèque de football était la 5e édition de la Gambrinus Liga, le championnat de première division de République tchèque. Les 16 clubs de l'élite jouent les uns contre les autres lors de rencontres disputées en matchs aller et retour au sein d'une poule unique.
Le Sparta Prague finit en tête du championnat et conserve son titre. C'est le 4e titre de champion de République tchèque en cinq ans pour le club.

## Les 16 clubs participants
| - AC Sparta Prague - SK Slavia Prague - FC Boby Brno - SFC Opava - FK Jablonec 97 - FC Hradec Kralové - FC Banik Ostrava - FK Teplice | - SK Dynamo Ceské Budejovice - SK Sigma Olomouc - FC Dukla Pribram - Promu de Druha Liga - Viktoria Plzen - Slovan Liberec - FK Viktoria Zizkov - Petra Drnovice - AFK Atlantic Lazne Bohdanec - Promu de Druha Liga |

## Compétition

### Classement
Le barème de points servant à établir le classement se décompose ainsi :
- Victoire : 3 points
- Match nul : 1 point
- Défaite : 0 point

| Rang | Équipe                          | Pts | J  | G  | N  | P  | Bp | Bc | Diff |
| ---- | ------------------------------- | --- | -- | -- | -- | -- | -- | -- | ---- |
| 1    | AC Sparta Prague (T)            | 71  | 30 | 22 | 5  | 3  | 53 | 19 | +34  |
| 2    | SK Slavia Prague                | 59  | 30 | 17 | 8  | 5  | 42 | 22 | +20  |
| 3    | SK Sigma Olomouc                | 55  | 30 | 16 | 7  | 7  | 38 | 21 | +17  |
| 4    | FC Baník Ostrava                | 50  | 30 | 13 | 11 | 6  | 51 | 35 | +16  |
| 5    | Slovan Liberec                  | 47  | 30 | 13 | 8  | 9  | 39 | 32 | +7   |
| 6    | FK Jablonec 97 (C)              | 46  | 30 | 12 | 10 | 8  | 47 | 33 | +14  |
| 7    | FK Teplice                      | 40  | 30 | 10 | 10 | 10 | 36 | 30 | +6   |
| 8    | FK Viktoria Zizkov              | 39  | 30 | 11 | 6  | 13 | 26 | 34 | -8   |
| 9    | Petra Drnovice                  | 38  | 30 | 10 | 8  | 12 | 35 | 43 | -8   |
| 10   | FC Boby Brno                    | 37  | 30 | 10 | 7  | 13 | 42 | 42 | 0    |
| 11   | SK Hradec Králové               | 34  | 30 | 8  | 10 | 12 | 25 | 36 | -11  |
| 12   | SFC Opava                       | 34  | 30 | 8  | 10 | 12 | 33 | 37 | -4   |
| 13   | FC Dukla Pribram (P)            | 33  | 30 | 9  | 6  | 15 | 37 | 50 | -13  |
| 14   | Viktoria Plzeň                  | 33  | 30 | 9  | 6  | 15 | 37 | 47 | -10  |
| 15   | SK Dynamo Ceské Budejovice      | 31  | 30 | 8  | 7  | 15 | 26 | 43 | -17  |
| 16   | AFK Atlantic Lazne Bohdanec (P) | 11  | 30 | 2  | 5  | 23 | 18 | 61 | -43  |

|  | Qualifié pour la Ligue des champions 1998-1999                                                     |
|  | Qualifié pour la Coupe des Coupes 1998-1999                                                        |
|  | Qualifié pour la Coupe UEFA 1998-1999                                                              |
|  | Qualifié pour la Coupe Intertoto 1998                                                              |
|  | Relégation en 2e division                                                                          |
|  | (T) : Tenant du titre (C) : Vainqueur de la Coupe de République tchèque (P) : Promu de 2e division |

## Bilan de la saison
| Tableau d'Honneur                             |                  |
| Compétition                                   | Vainqueur        |
| Championnat de République tchèque de football | AC Sparta Prague |
| Coupe de République tchèque de football       | FK Jablonec 97   |

| Qualifications européennes    |                                   |
| Ligue des champions 1998-1999 | Qualifié                          |
| 1er tour                      | AC Sparta Prague                  |
| Coupe des Coupes 1998-1999    | Qualifié                          |
| 1er tour                      | FK Jablonec 97                    |
| Coupe UEFA 1998-1999          | Qualifiés                         |
| 1er tour                      | SK Slavia Prague SK Sigma Olomouc |
| Coupe Intertoto 1998          | Qualifiés                         |
| 1er tour                      | FC Boby Brno SK Hradec Králové    |

| Promotion et relégation |                                                        |
| Relégués en Druha Liga  | AFK Atlantic Lazne Bohdanec SK Dynamo Ceské Budejovice |
| Promus en První Liga    | Chmel Blsany MFK Karvina                               |